# Glos-sur-Risle
Glos-sur-Risle is een gemeente in het Franse departement Eure (regio Normandië) en telt 415 inwoners (1999). De plaats maakt deel uit van het arrondissement Bernay. In de gemeente ligt spoorwegstation Glos-Montfort.

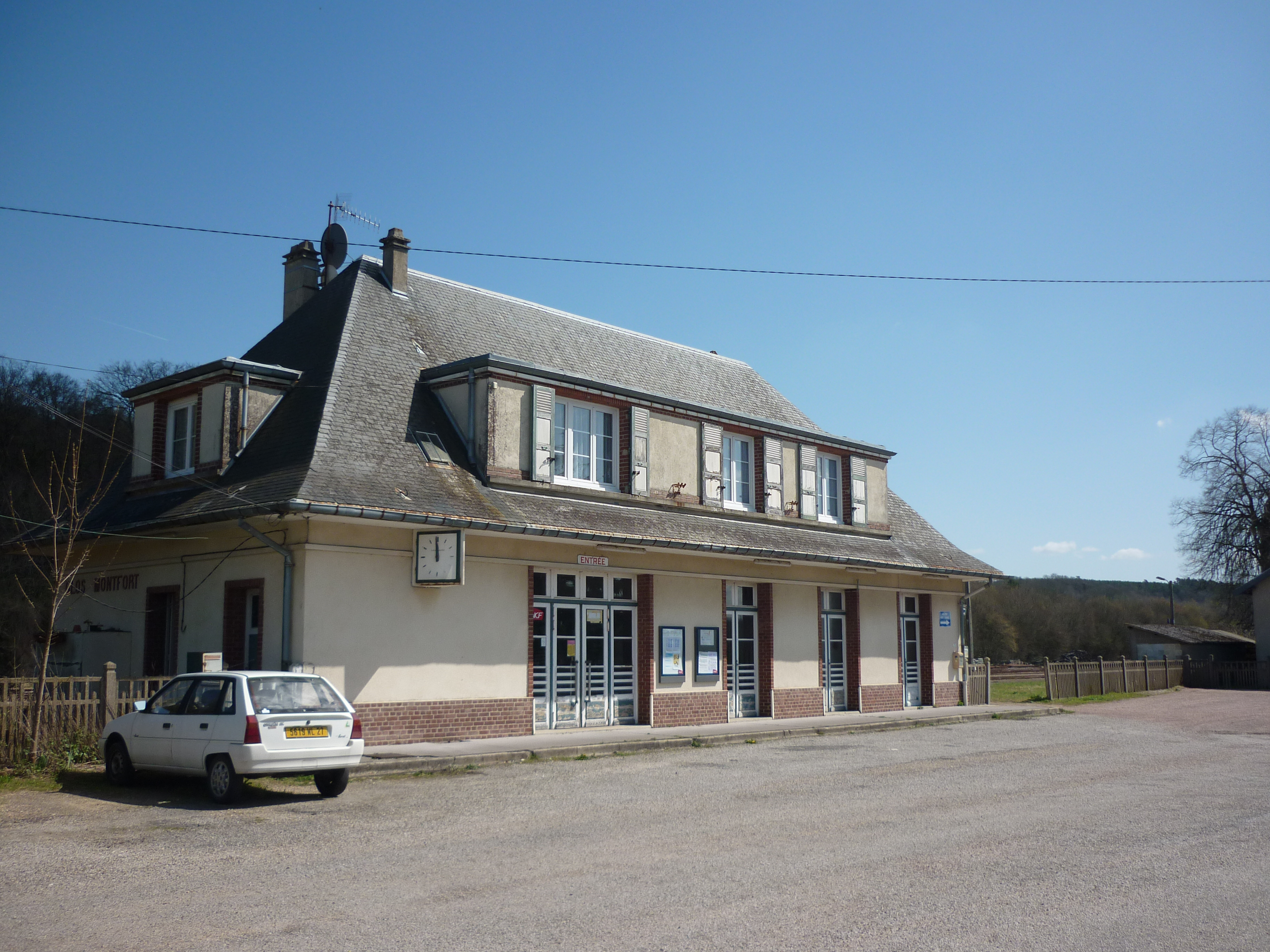
Glos-sur-Risle : Station Glos-Montfort
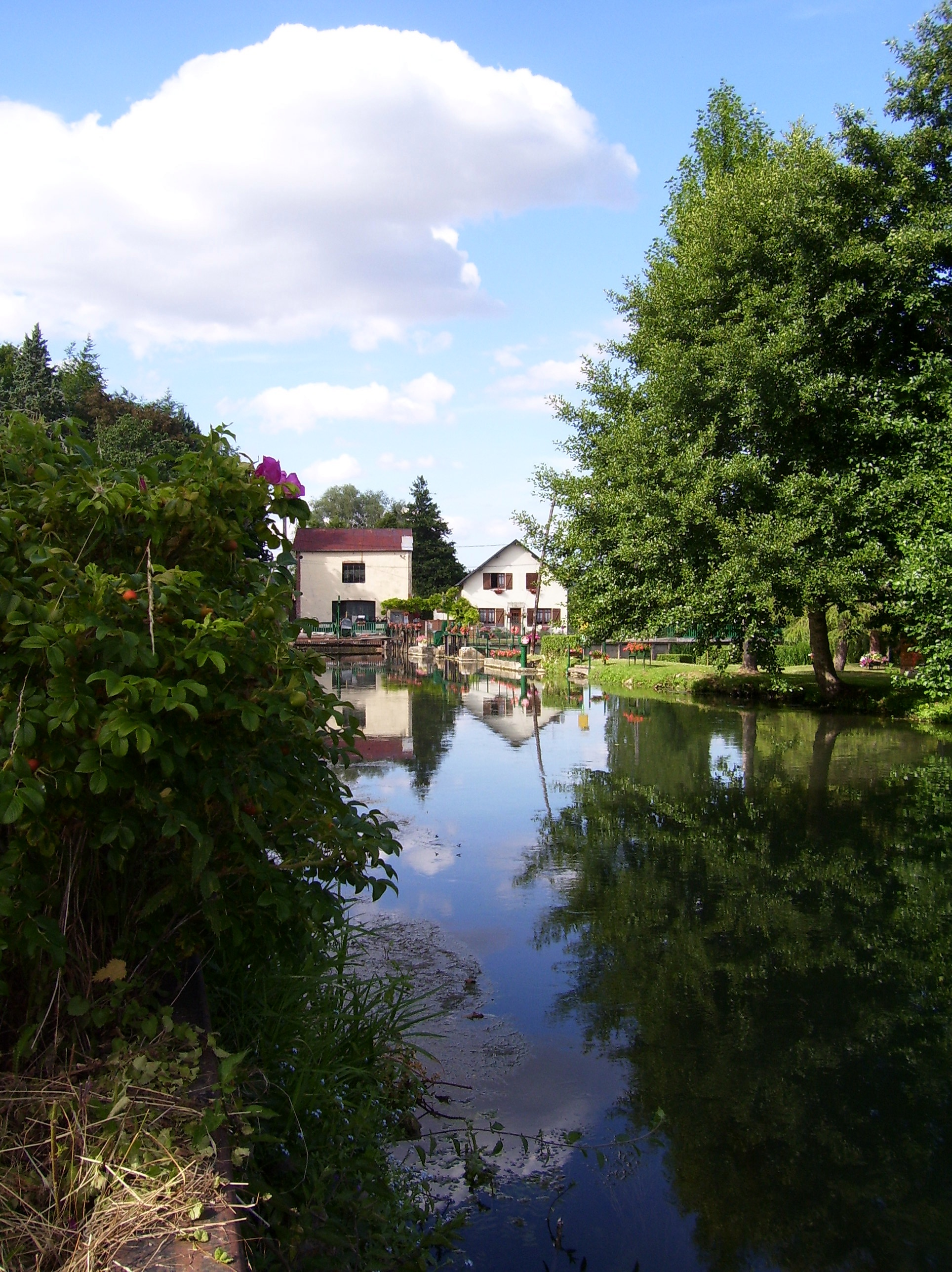
De Risle bij Glos-sur-Risle

## Geografie
De oppervlakte van Glos-sur-Risle bedraagt 7,4 km², de bevolkingsdichtheid is 56,1 inwoners per km².
De onderstaande kaart toont de ligging van Glos-sur-Risle met de belangrijkste infrastructuur en aangrenzende gemeenten.

## Demografie
Onderstaande figuur toont het verloop van het inwonertal (bron: INSEE-tellingen).